# Thanh Giản
Thanh Giản (chữ Hán phồn thể: 清澗縣, chữ Hán giản thể: 清涧县, âm Hán Việt: Thanh Giản huyện) là một huyện thuộc địa cấp thị Du Lâm, tỉnh Thiểm Tây, Cộng hòa Nhân dân Trung Hoa. Huyện này có diện tích 1881 ki-lô-mét vuông, dân số năm 2002 là 210.000 người. Mã số bưu chính là 718300. Huyện này có chiều đông-tây 95 km, nam-bắc 55 km. Về mặt hành chính, huyện được chia thành 8 trấn, 7 hương. Tổng cộng có 640 thôn hành chính, 6 ủy ban cư.
- Trấn: Khoan Châu, Thạch Trớ Dịch, Chiết Gia Bình, Ngọc Gia Hà, Cao Kiệt Thôn, Lý Gia Tháp, Điếm Tắc Câu, Giải Gia Câu.
- Hương: Hách Gia Cách, Lạc Đường Bảo, Hạ Nhập Lý Phô, Song Miếu Hà, Lão Xá Khòa, Nhị Lang Sơn, Thạch Bàn.